# Bereźnica (obwód iwanofrankiwski)
Bereźnica (ukr. Бережниця) – wieś na Ukrainie w rejonie wierchowińskim obwodu iwanofrankiwskiego nad potokiem Bereźnica.
Do 1939 r. w gminie Pistyń, w powiecie kosowskim.

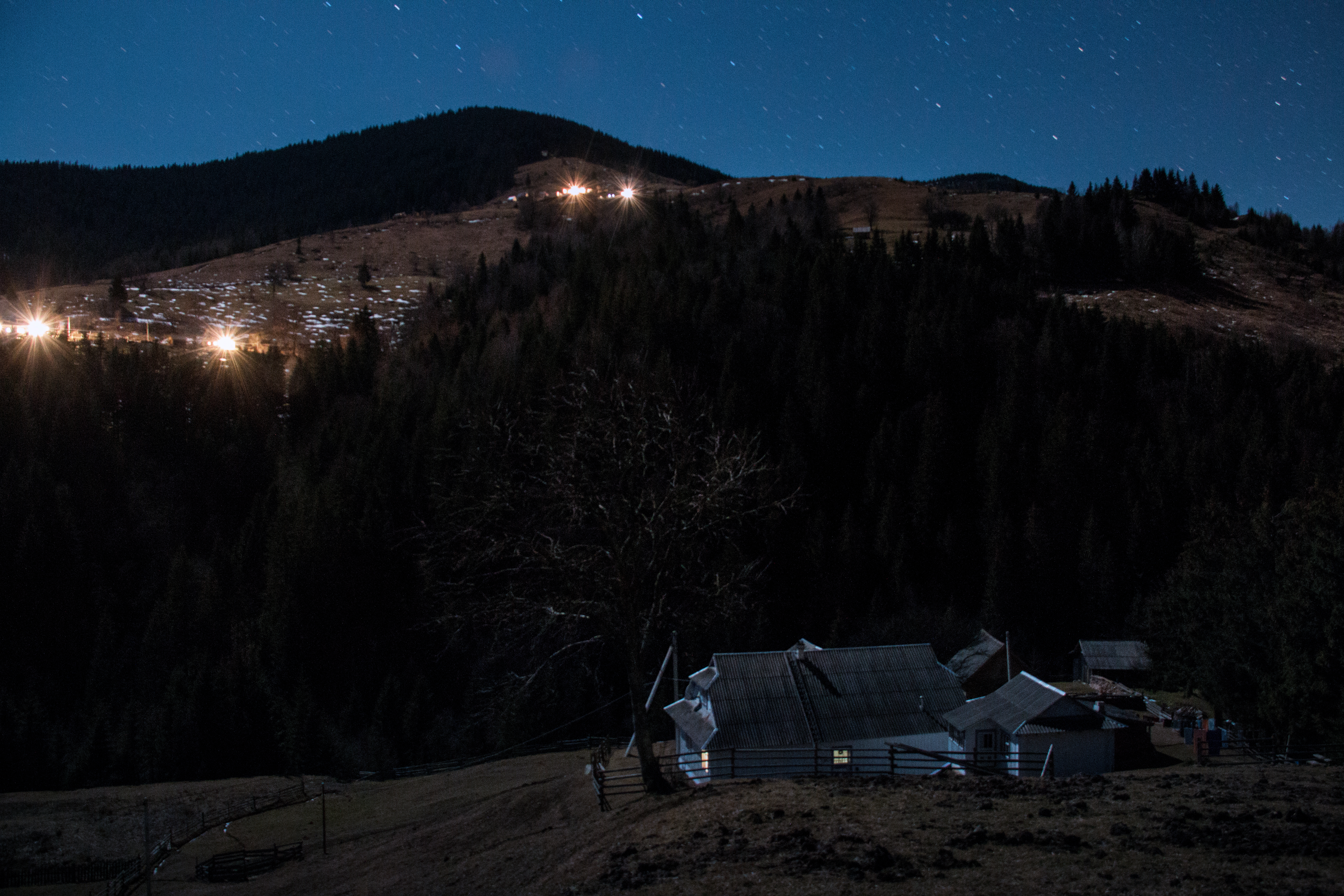
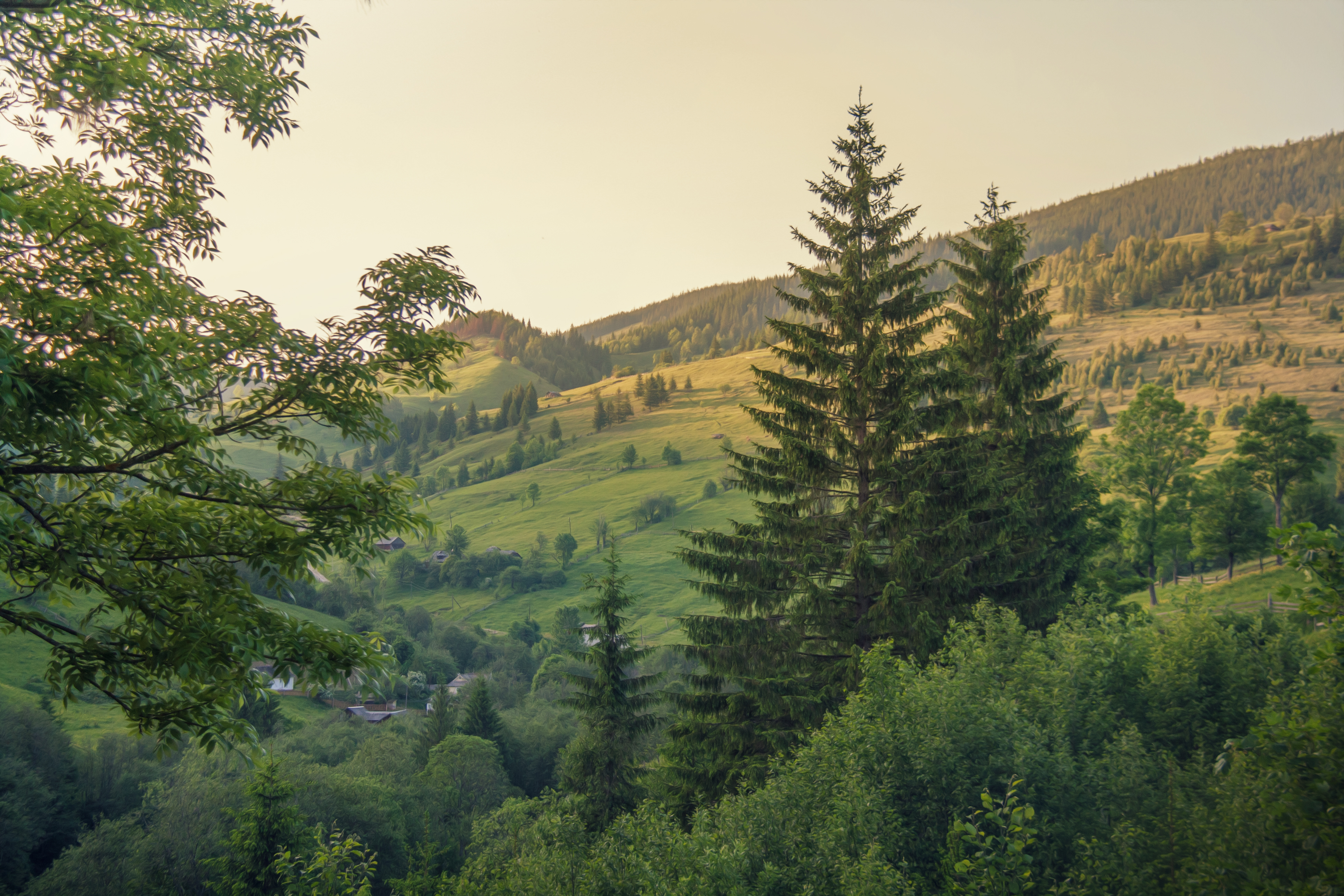
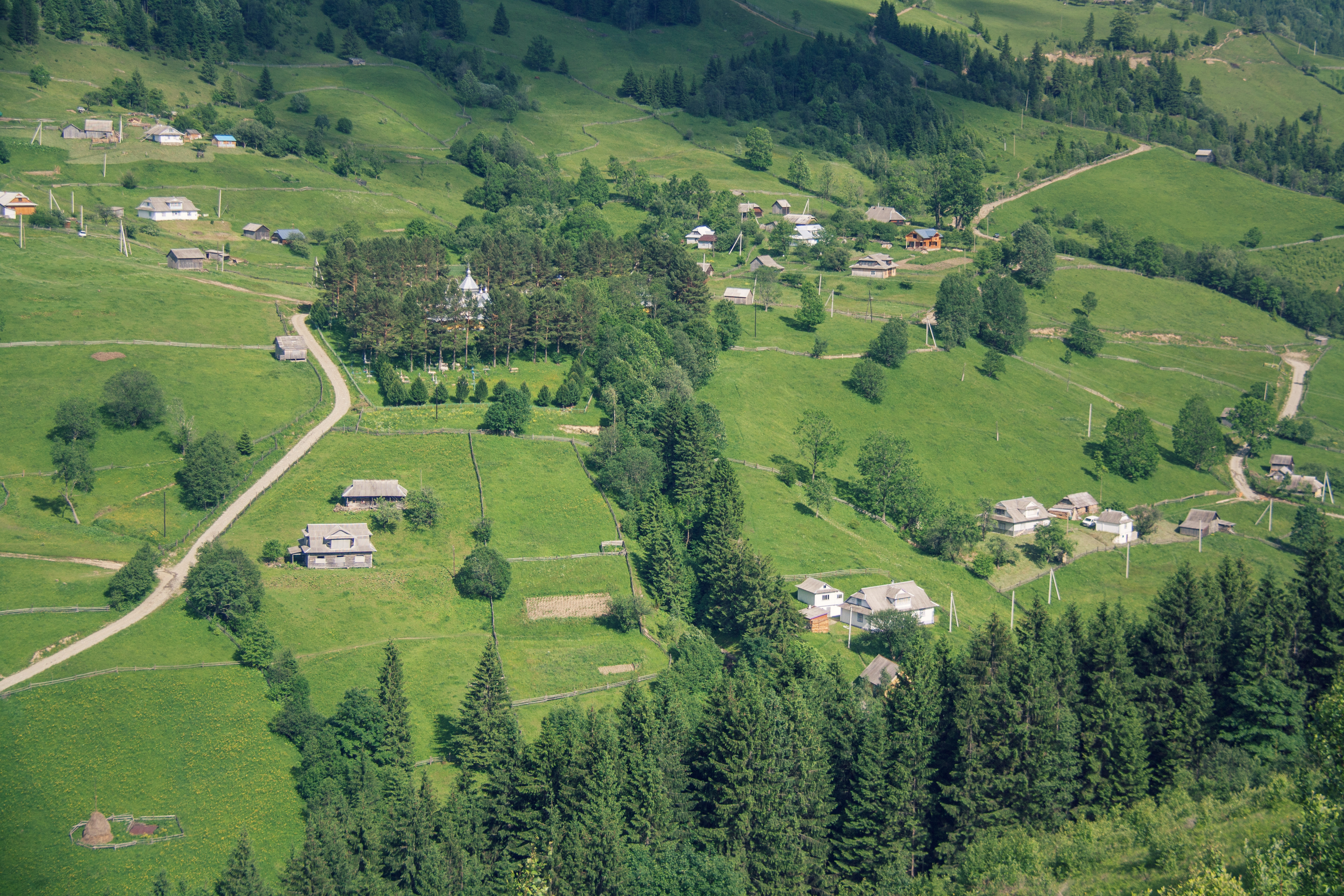
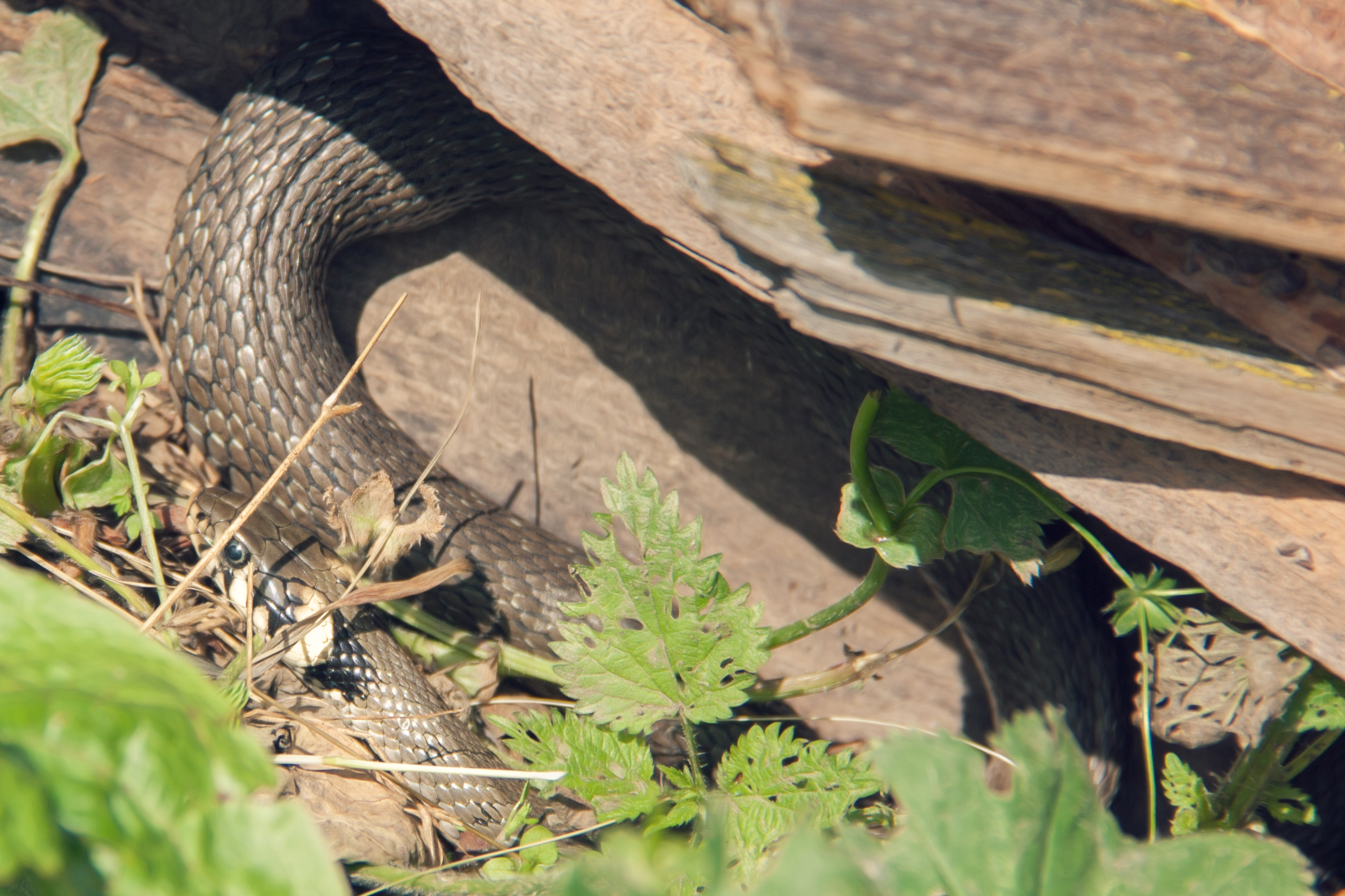
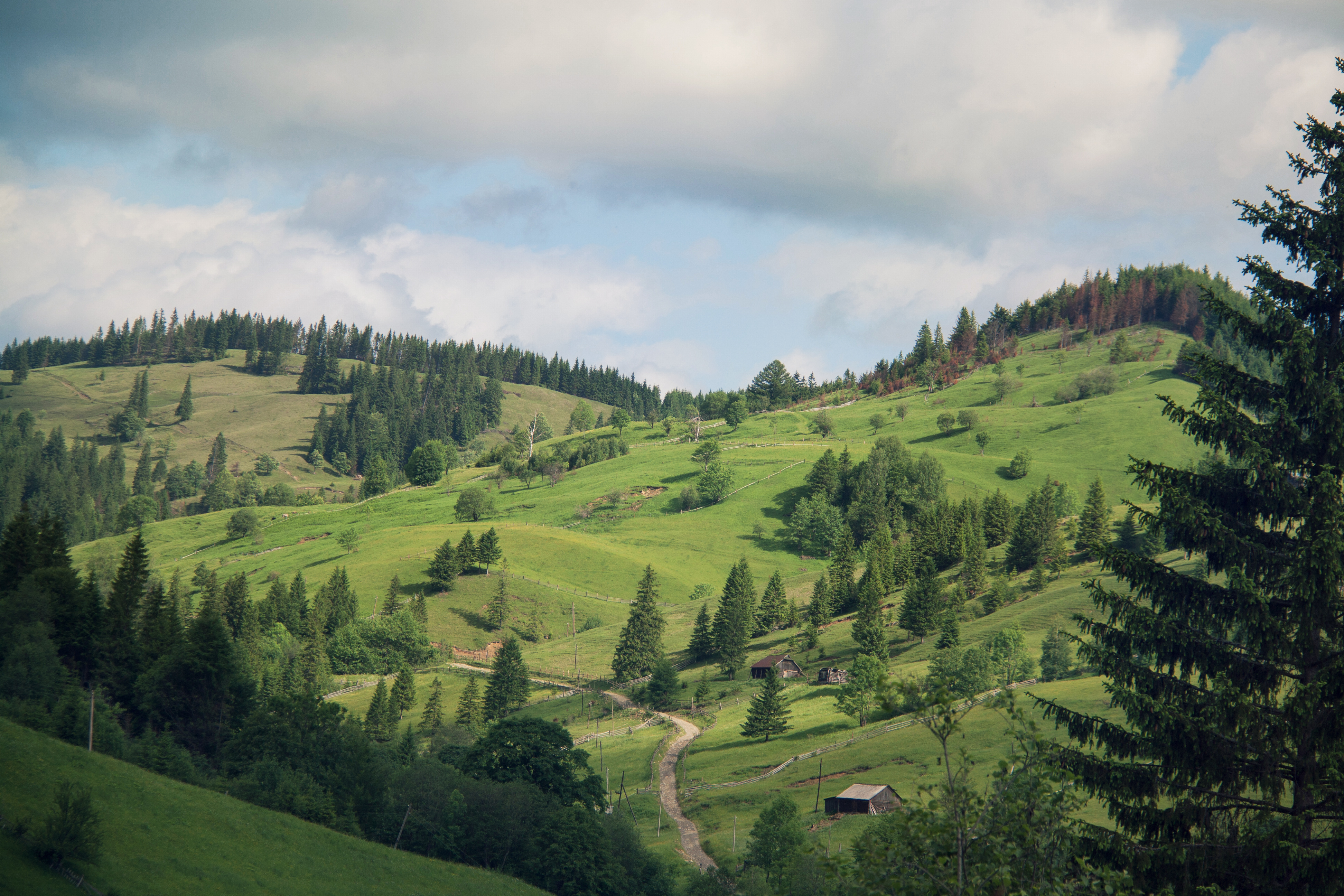
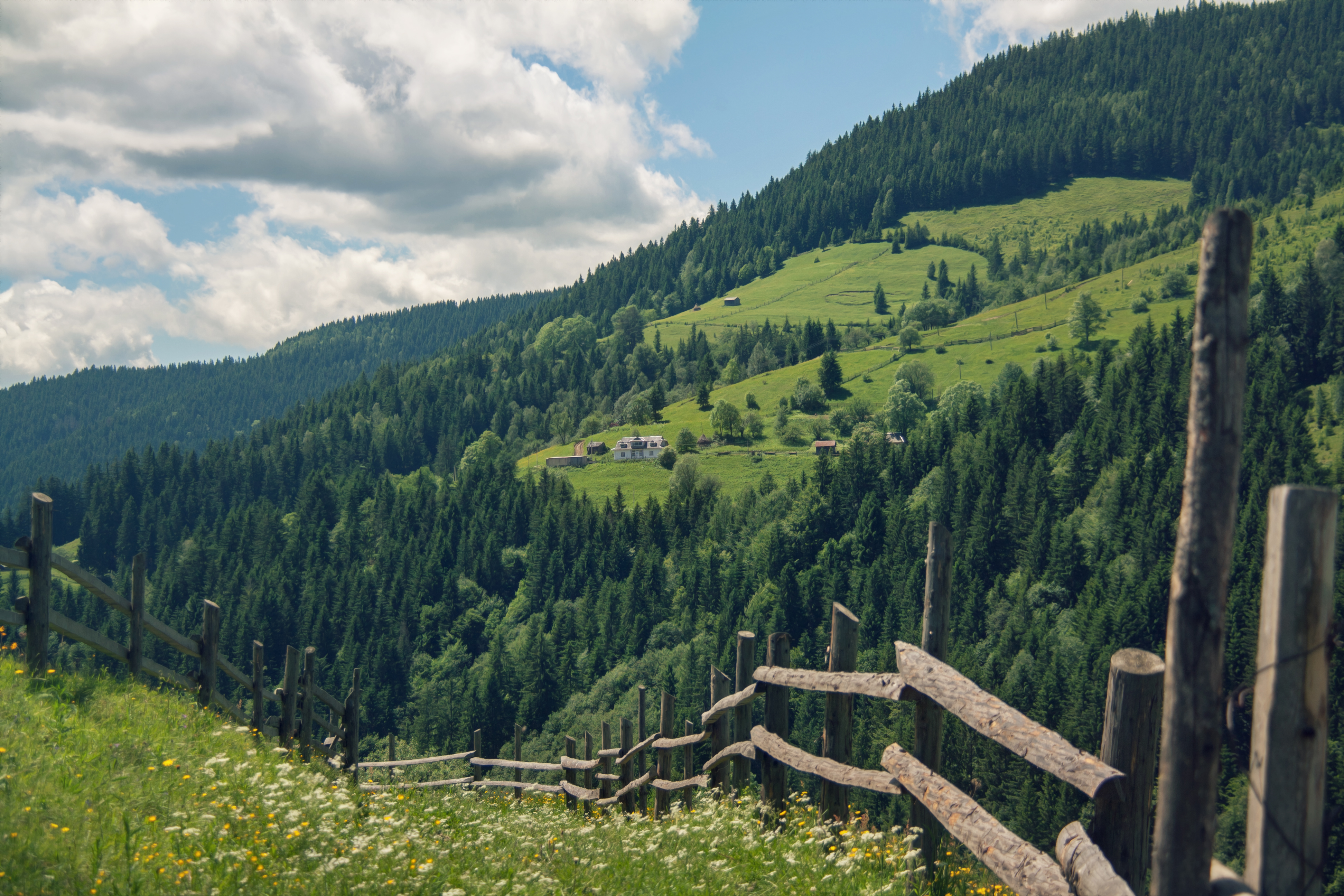
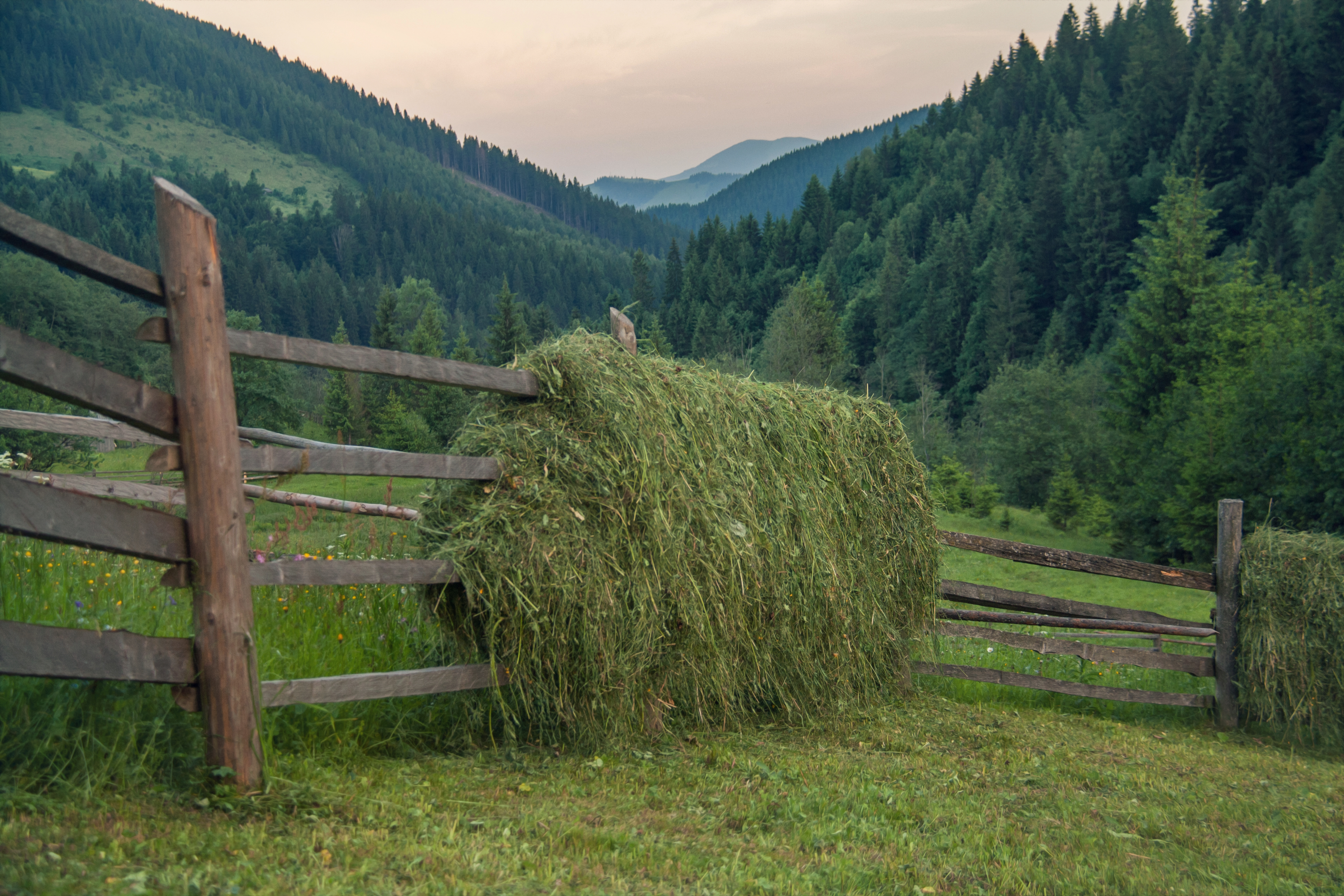
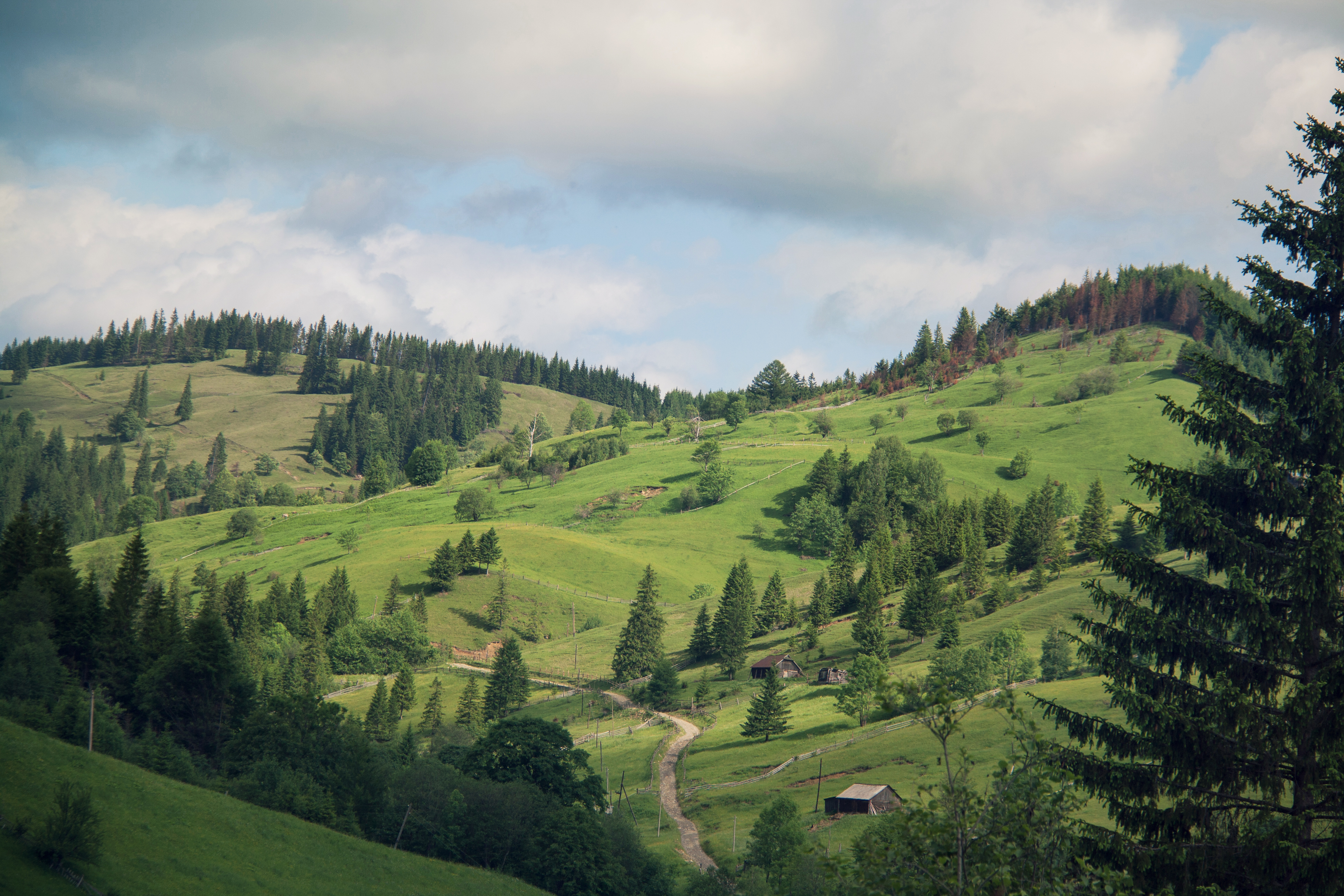
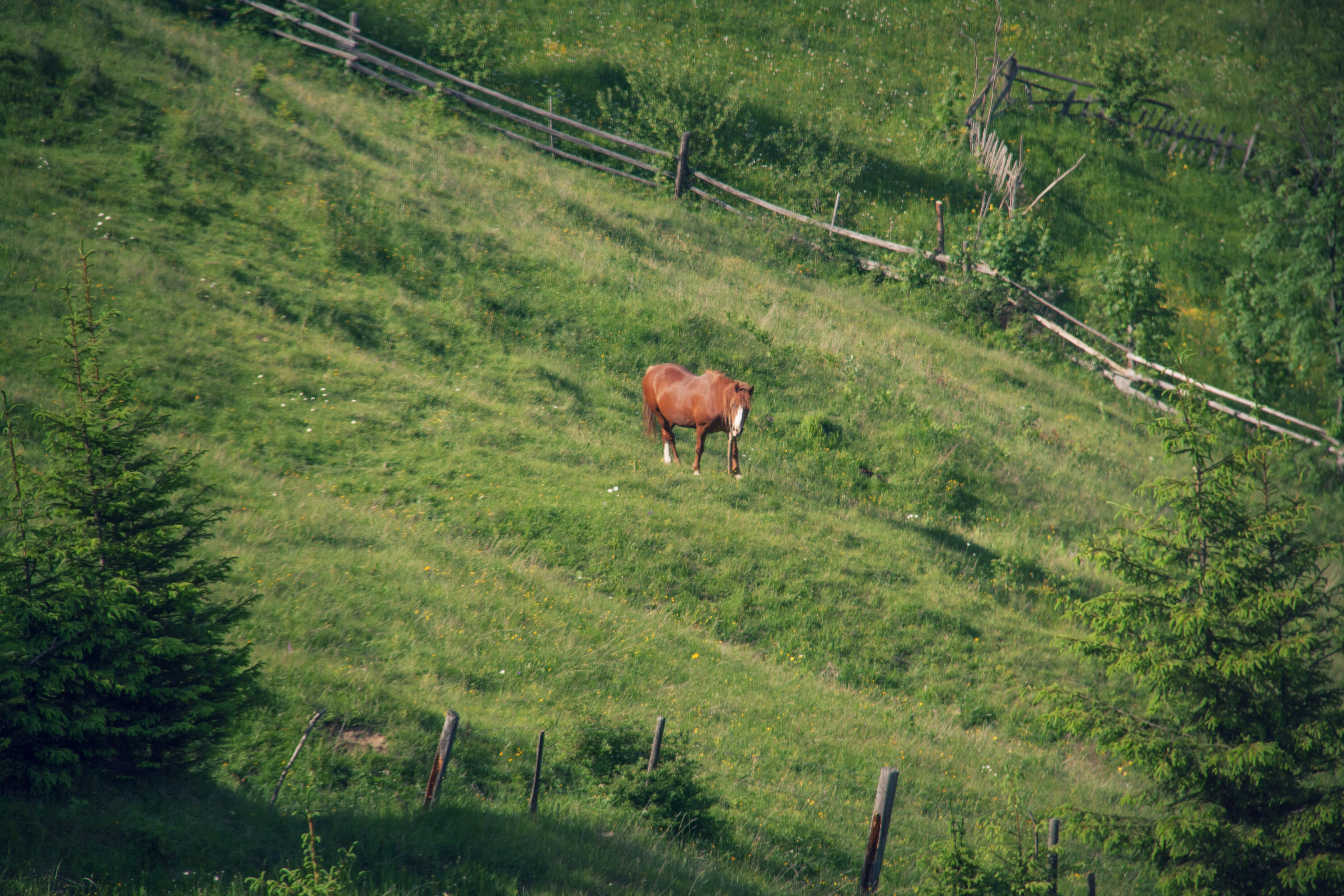
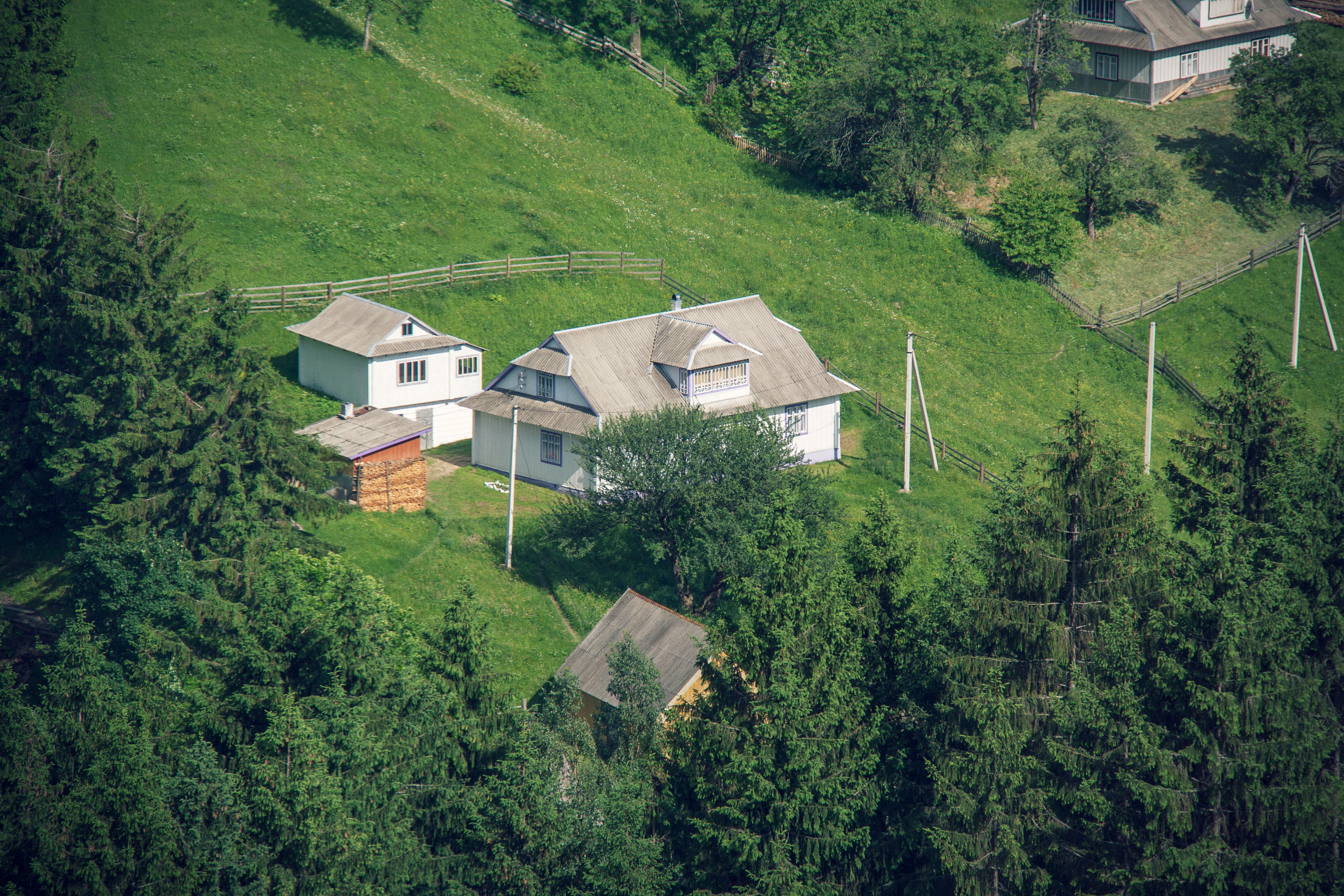
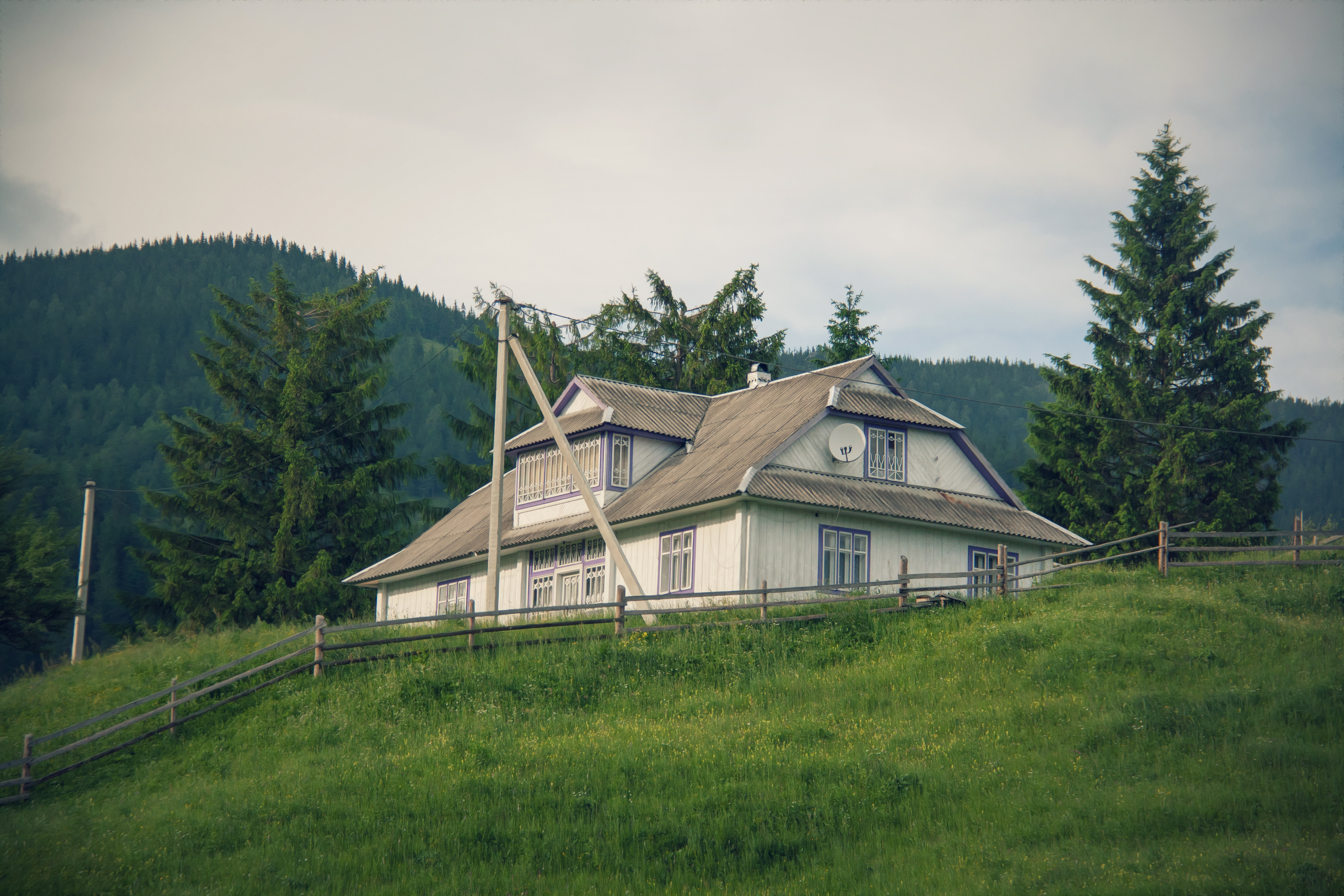
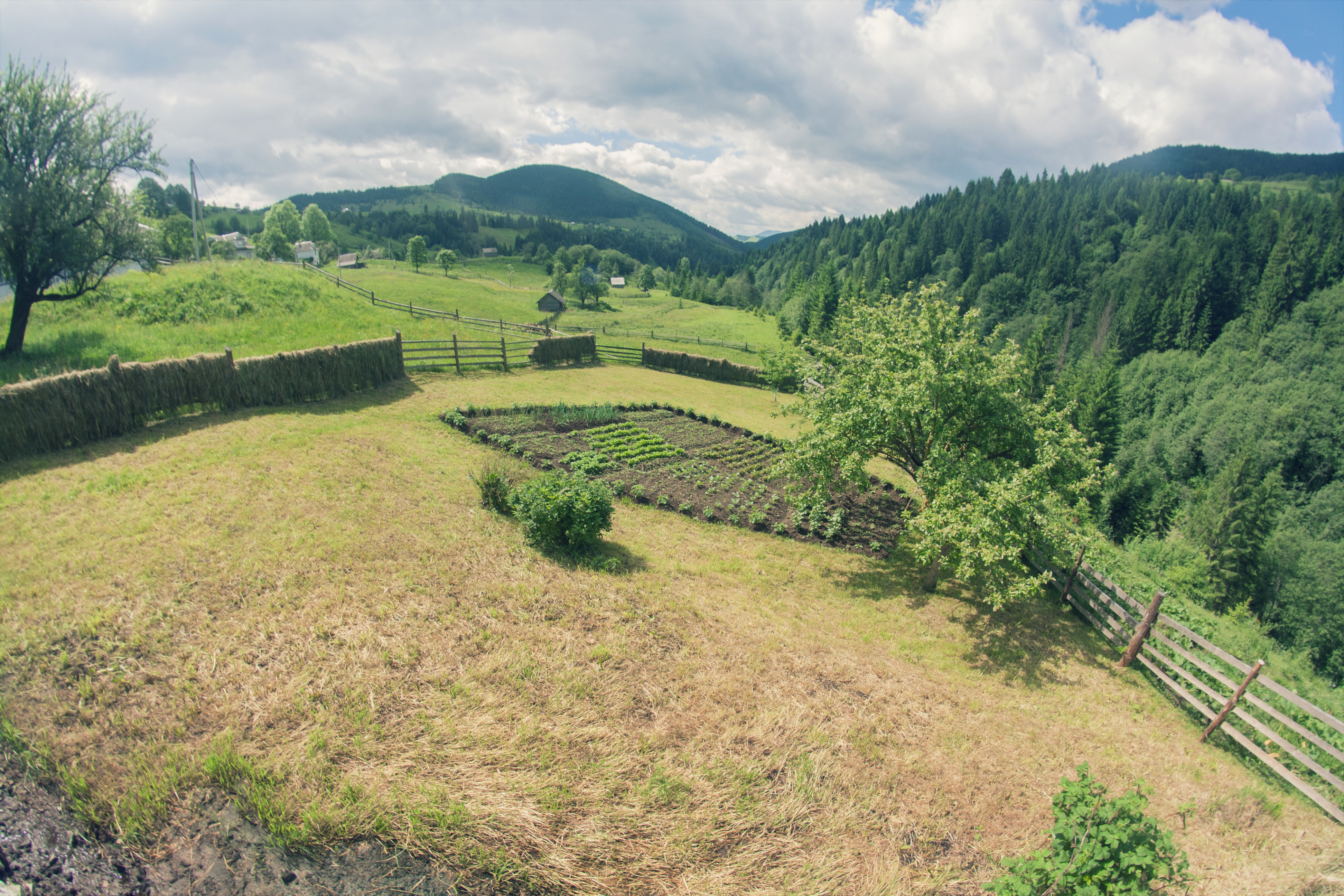
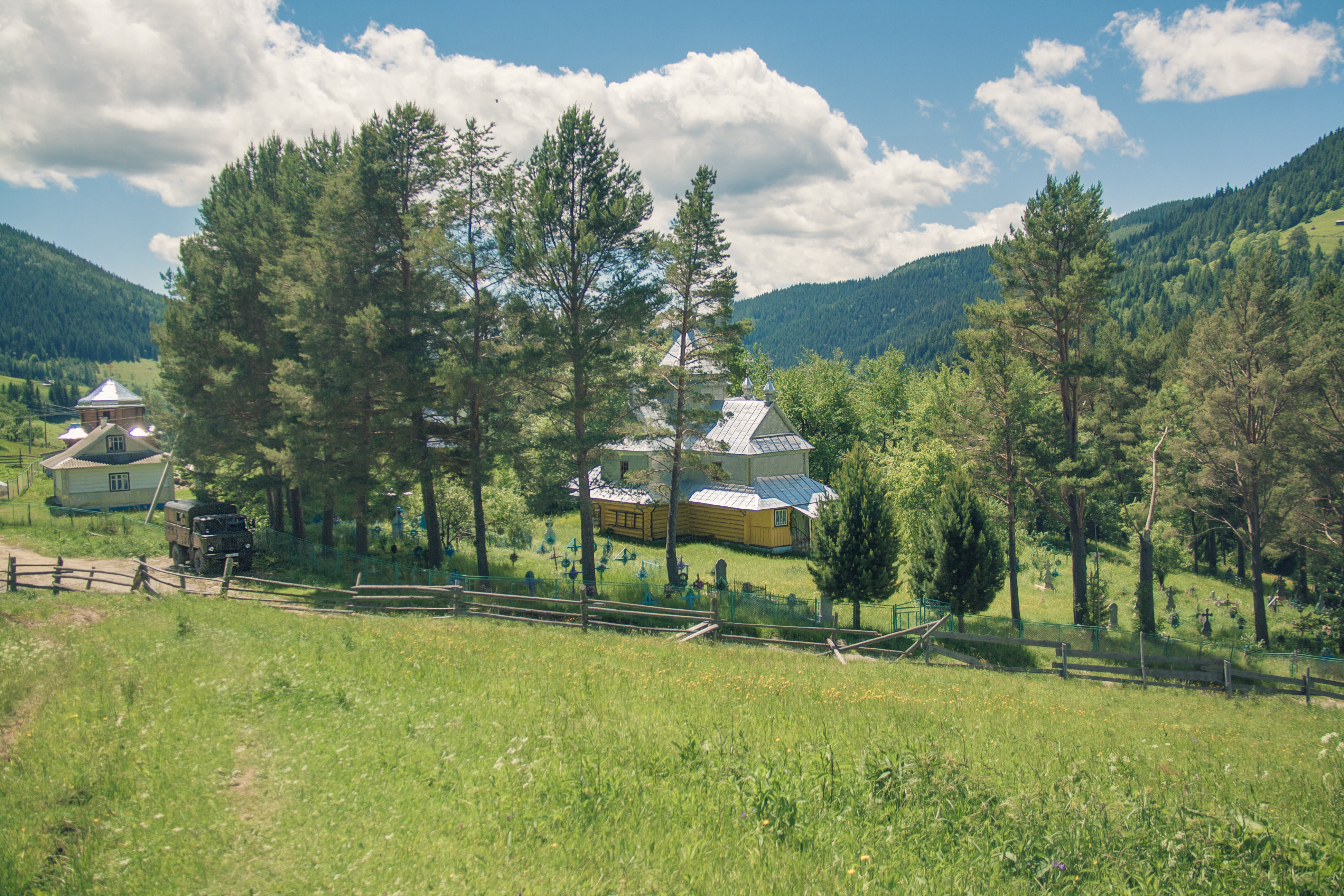
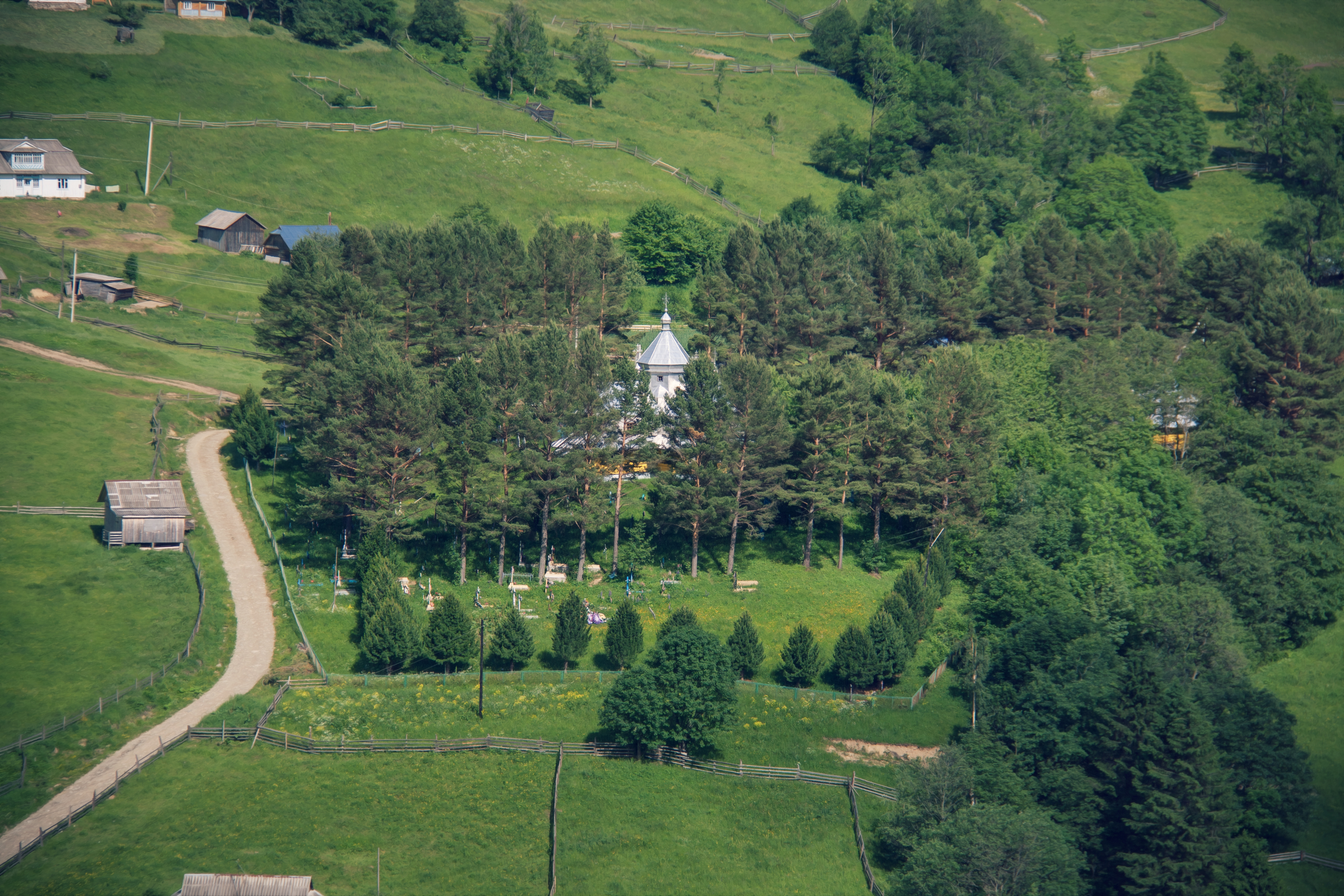
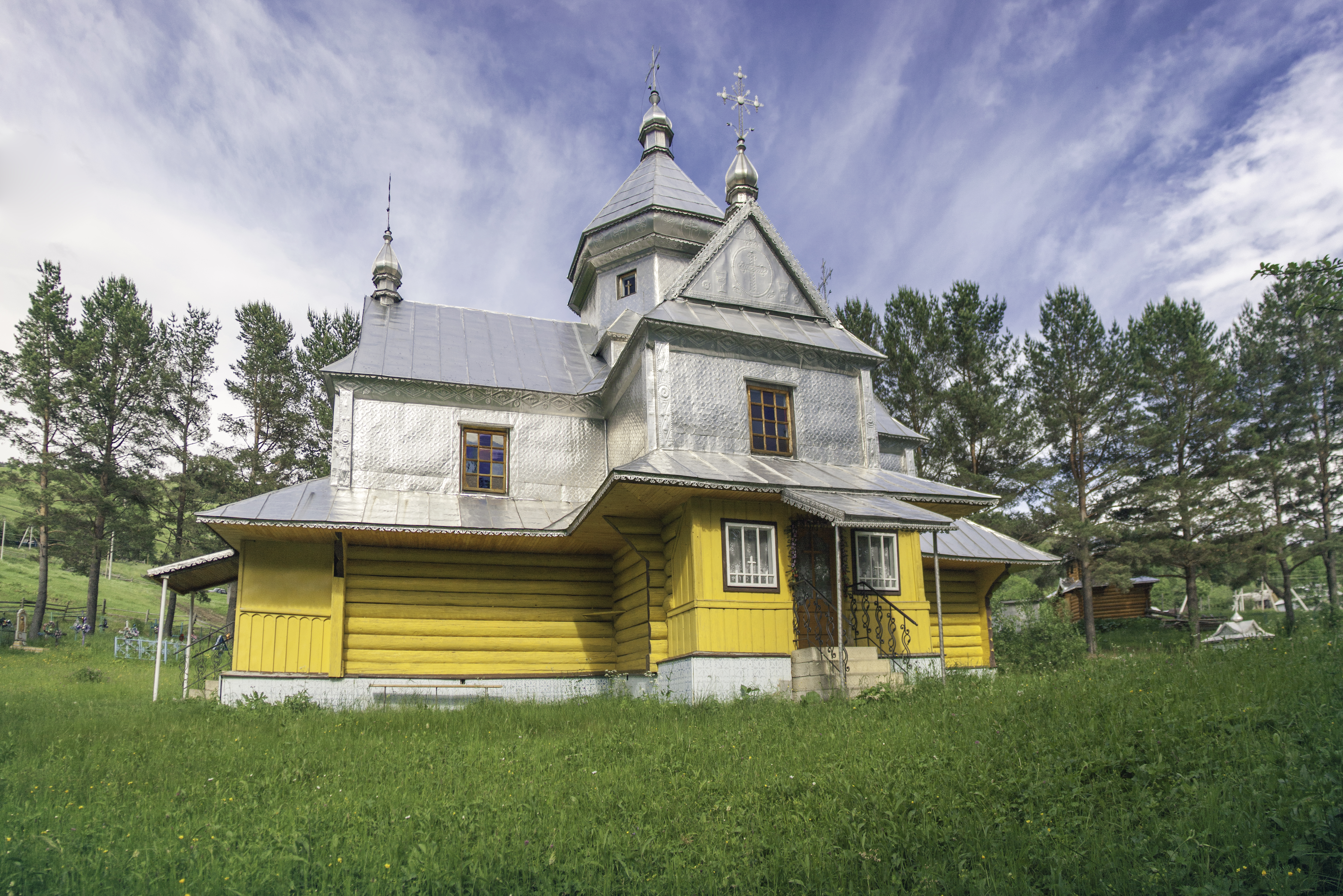
Cerkiew św. Mikołaja
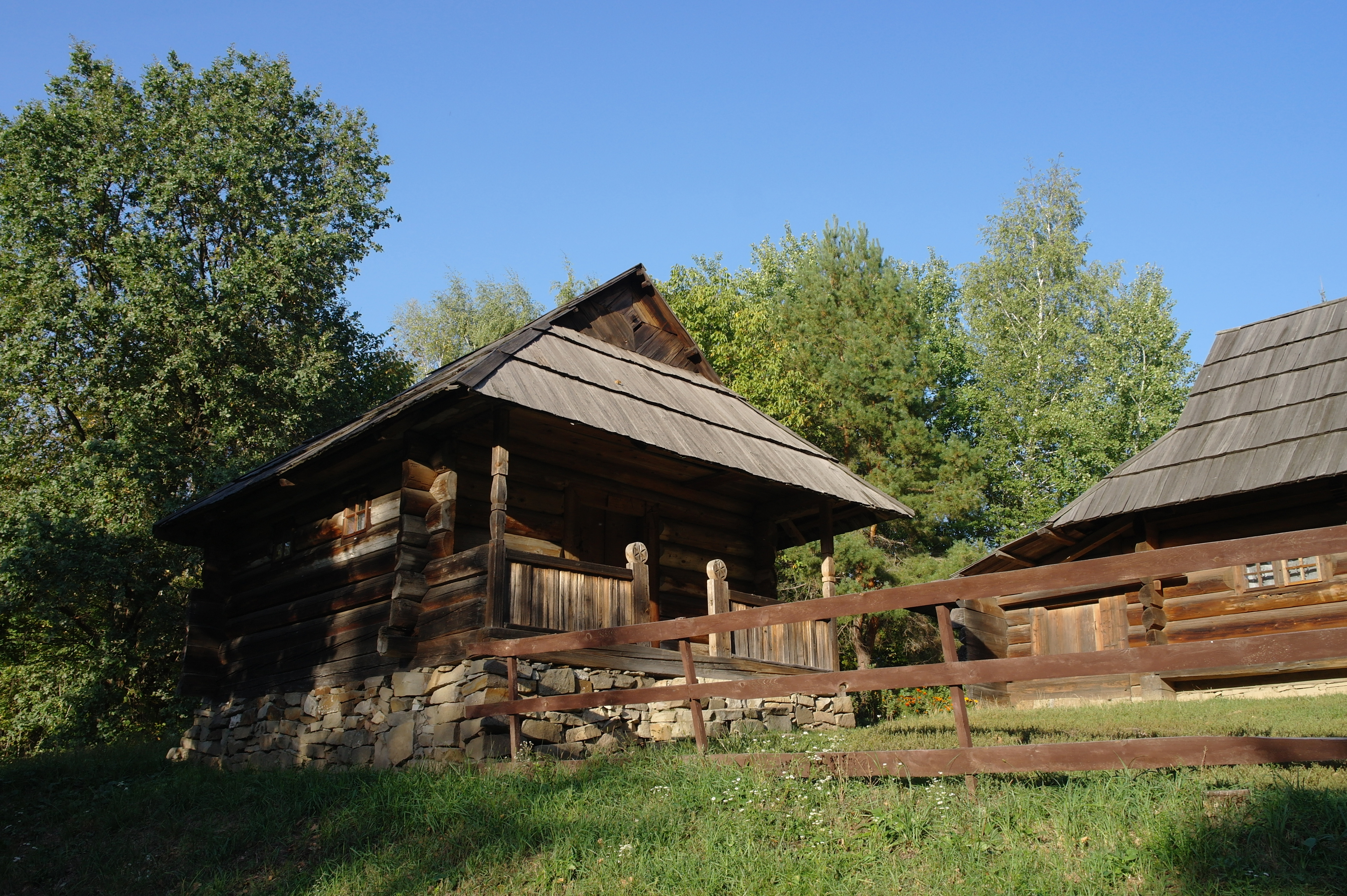
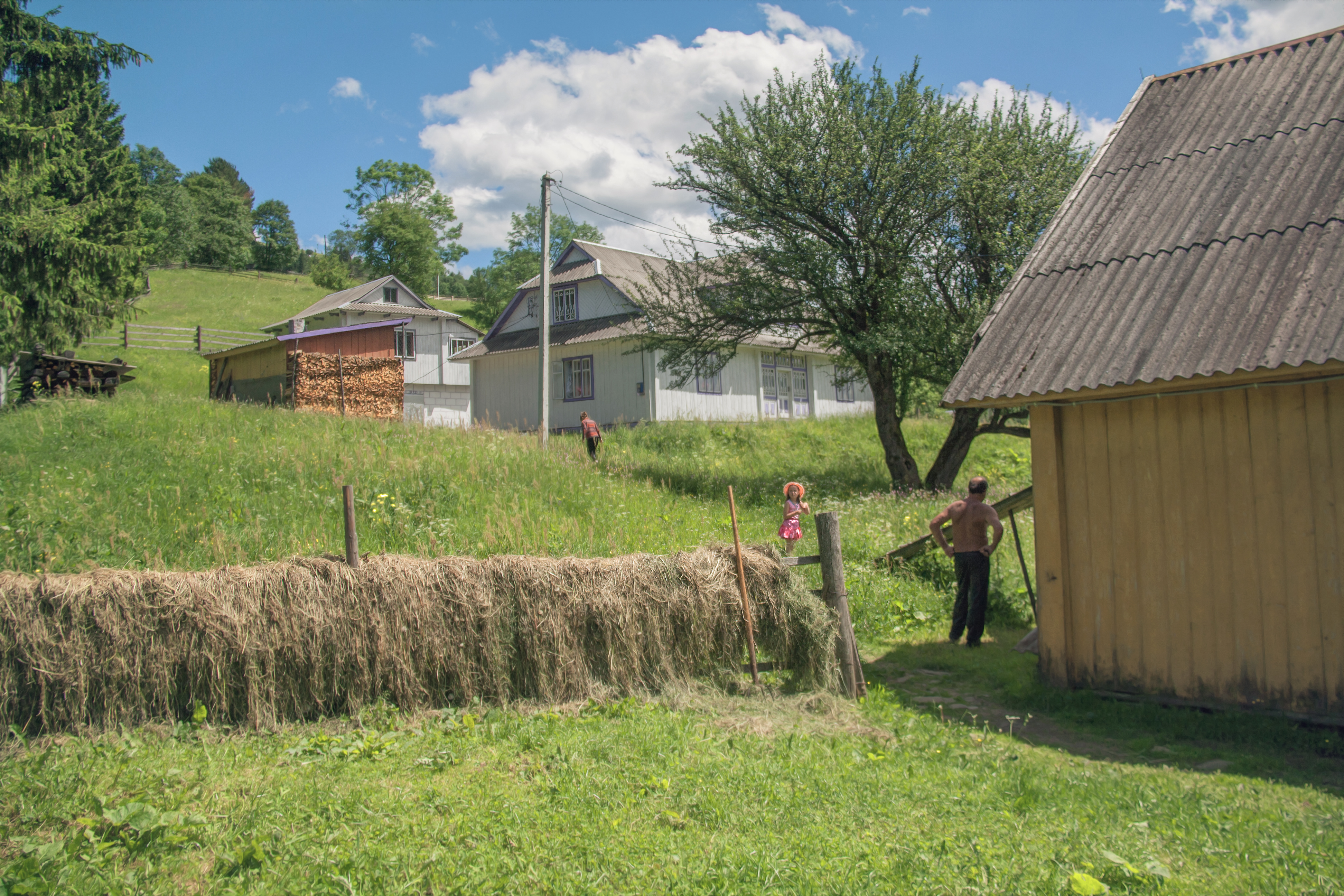
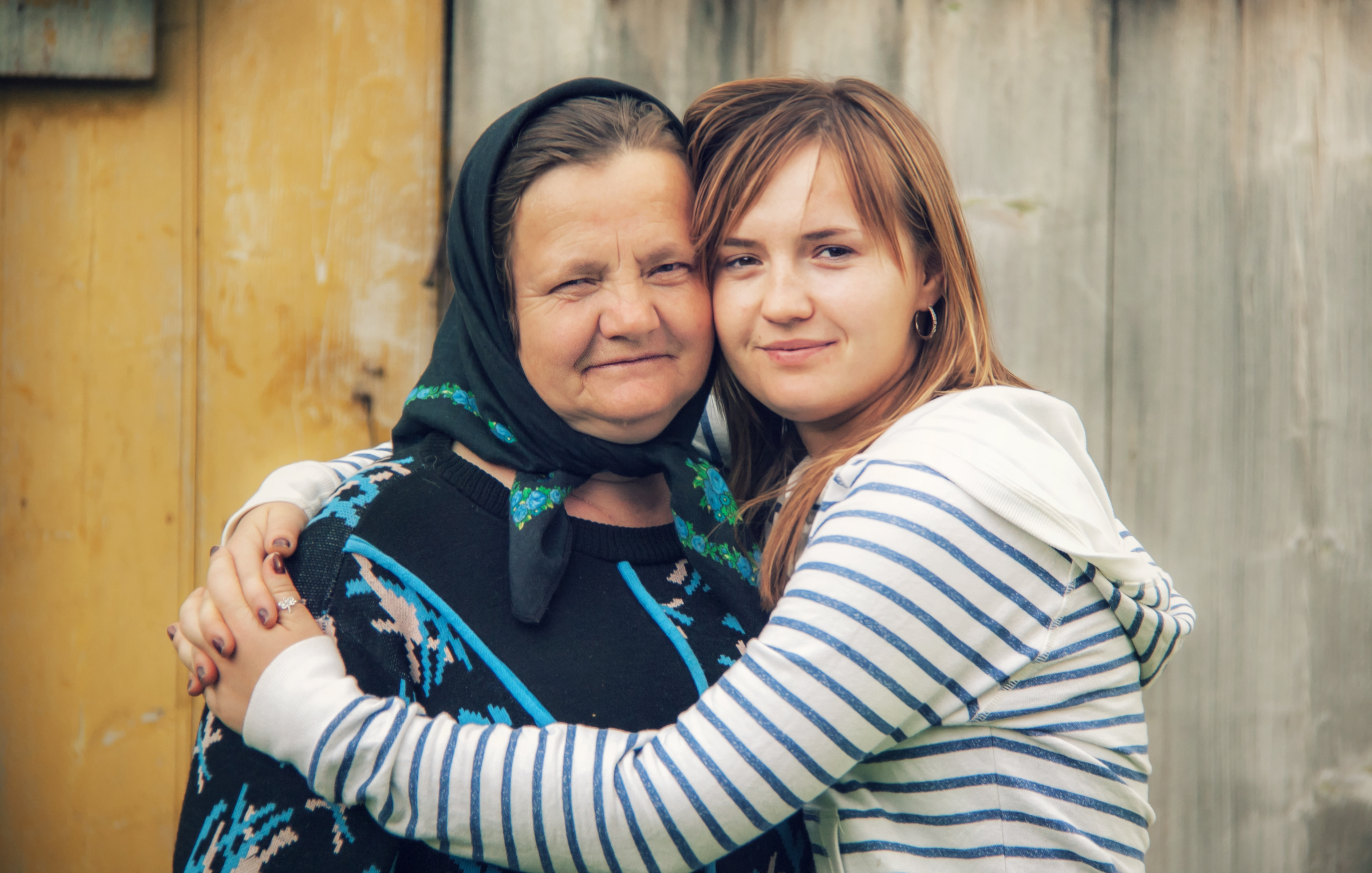
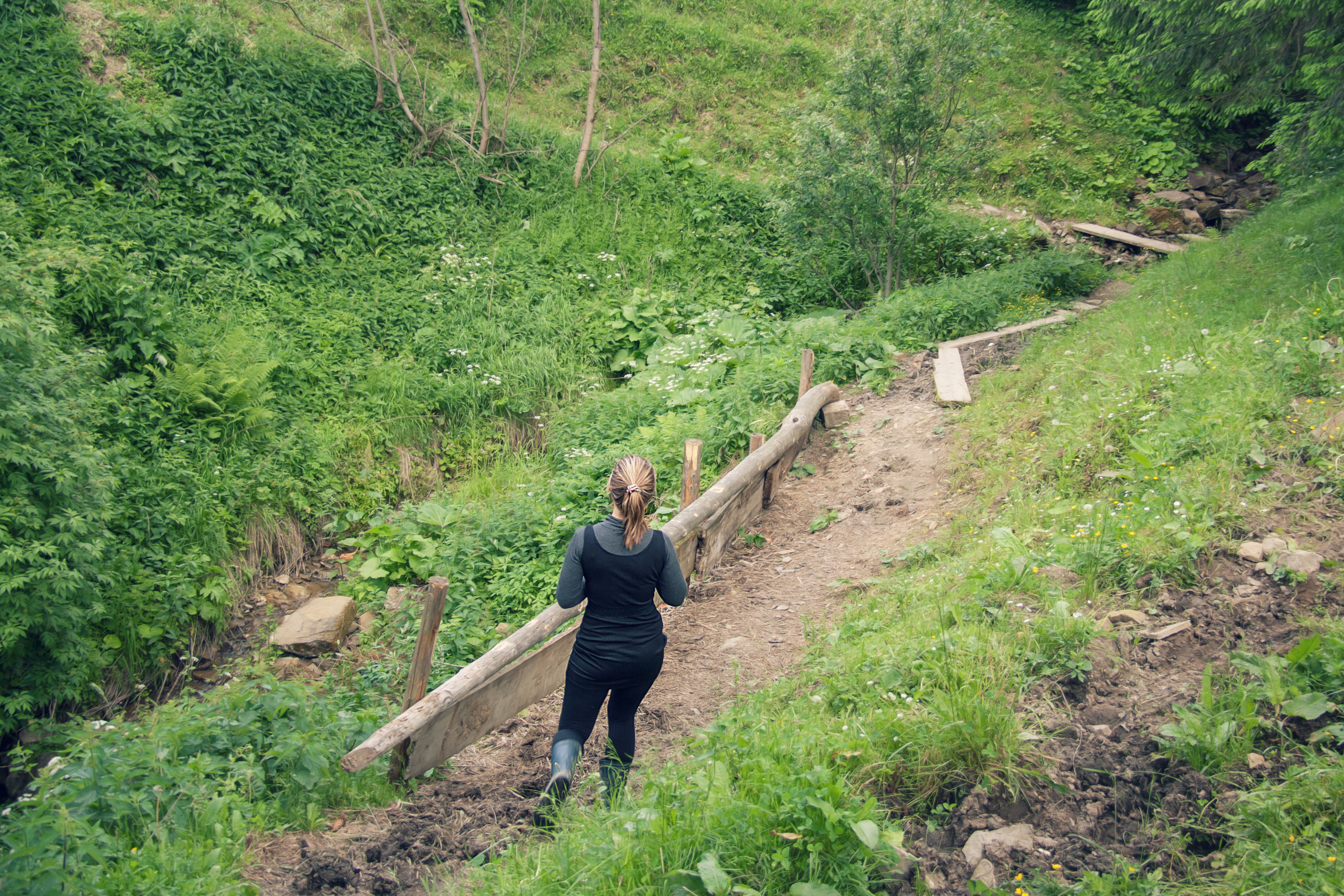
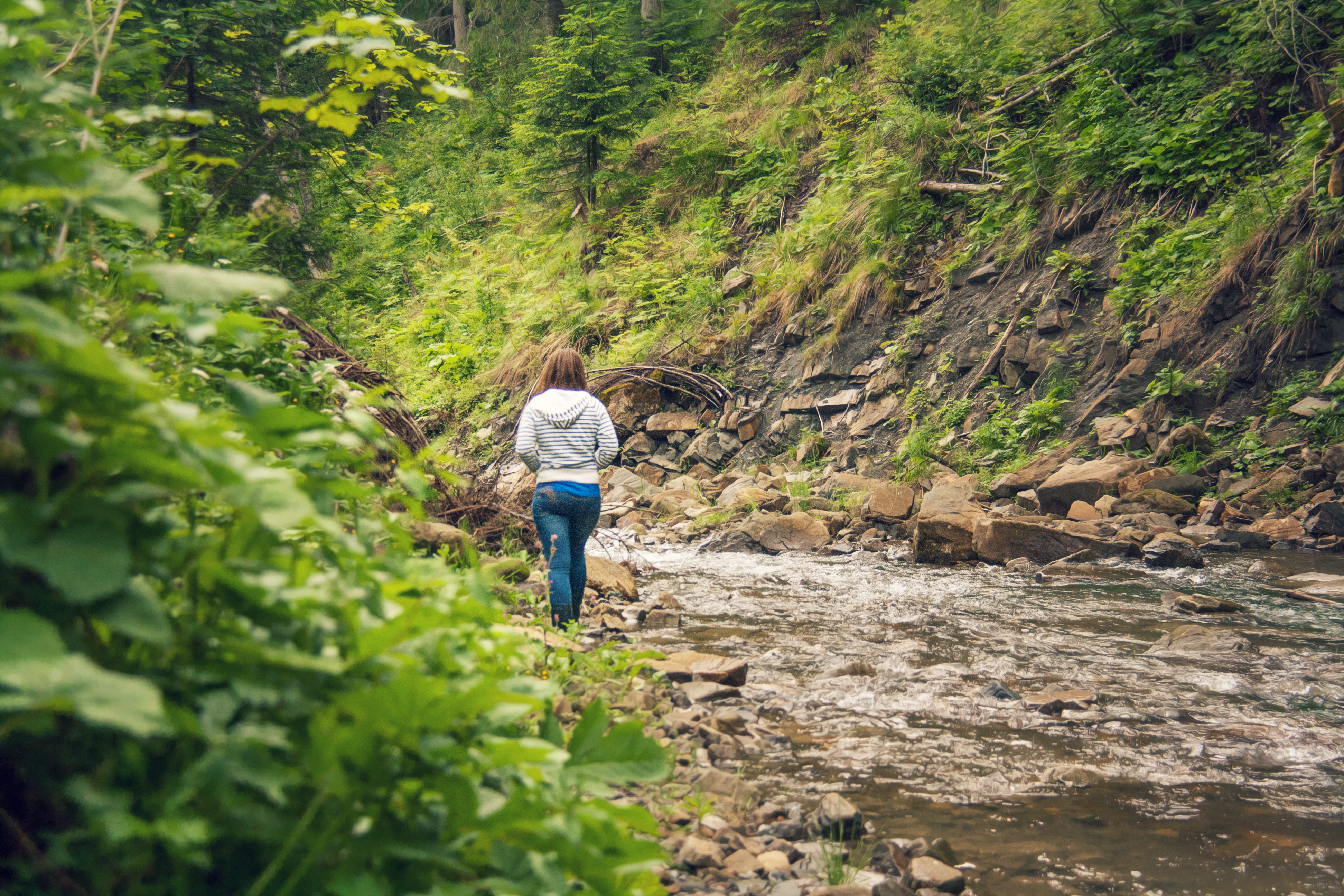